# Paracerceis nuttingi
Paracerceis nuttingi là một loài chân đều trong họ Sphaeromatidae. Loài này được Boone miêu tả khoa học năm 1921.